# Biserica fortificată din Șeica Mare

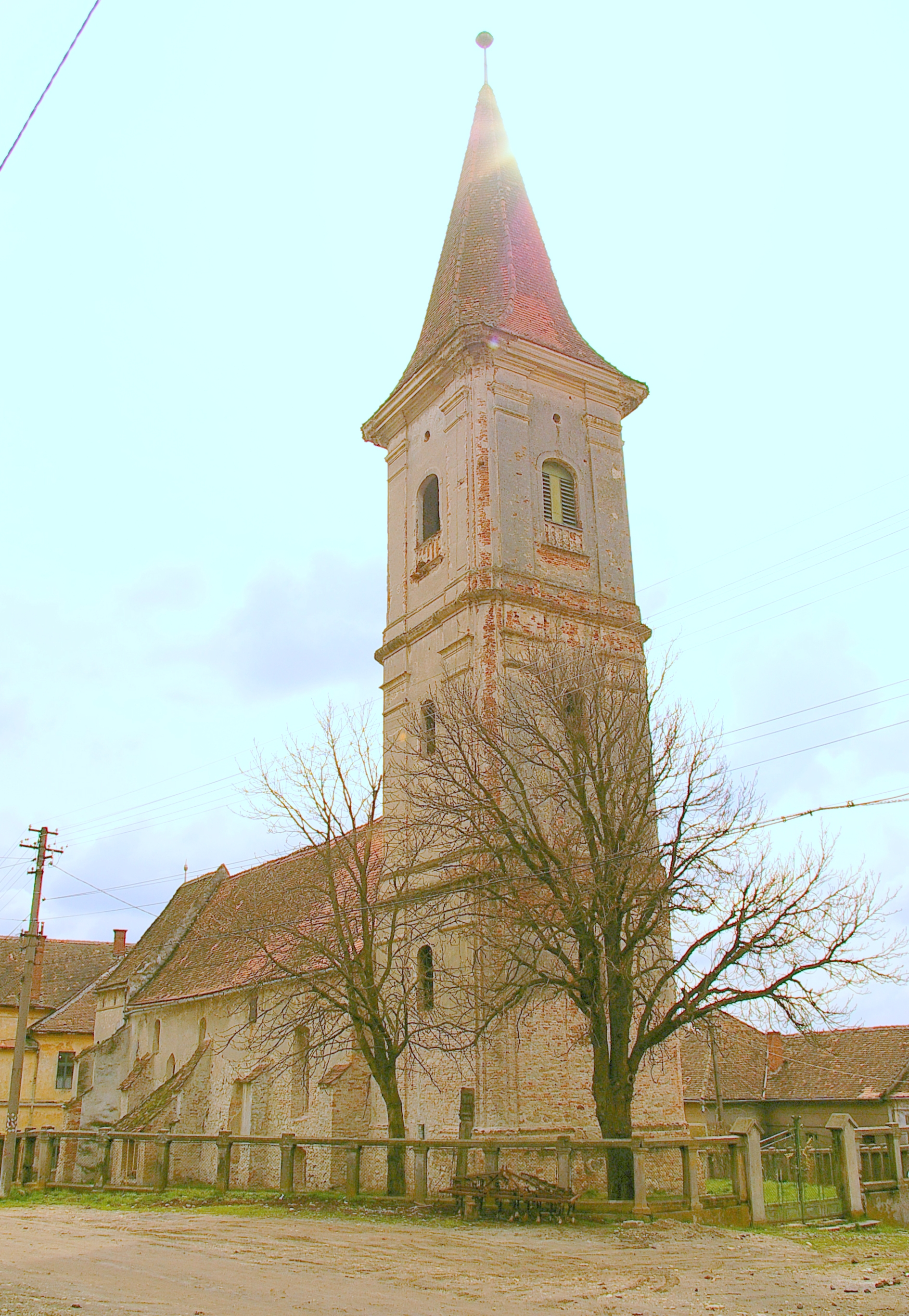
Biserica evanghelică fortificată din Șeica Mare

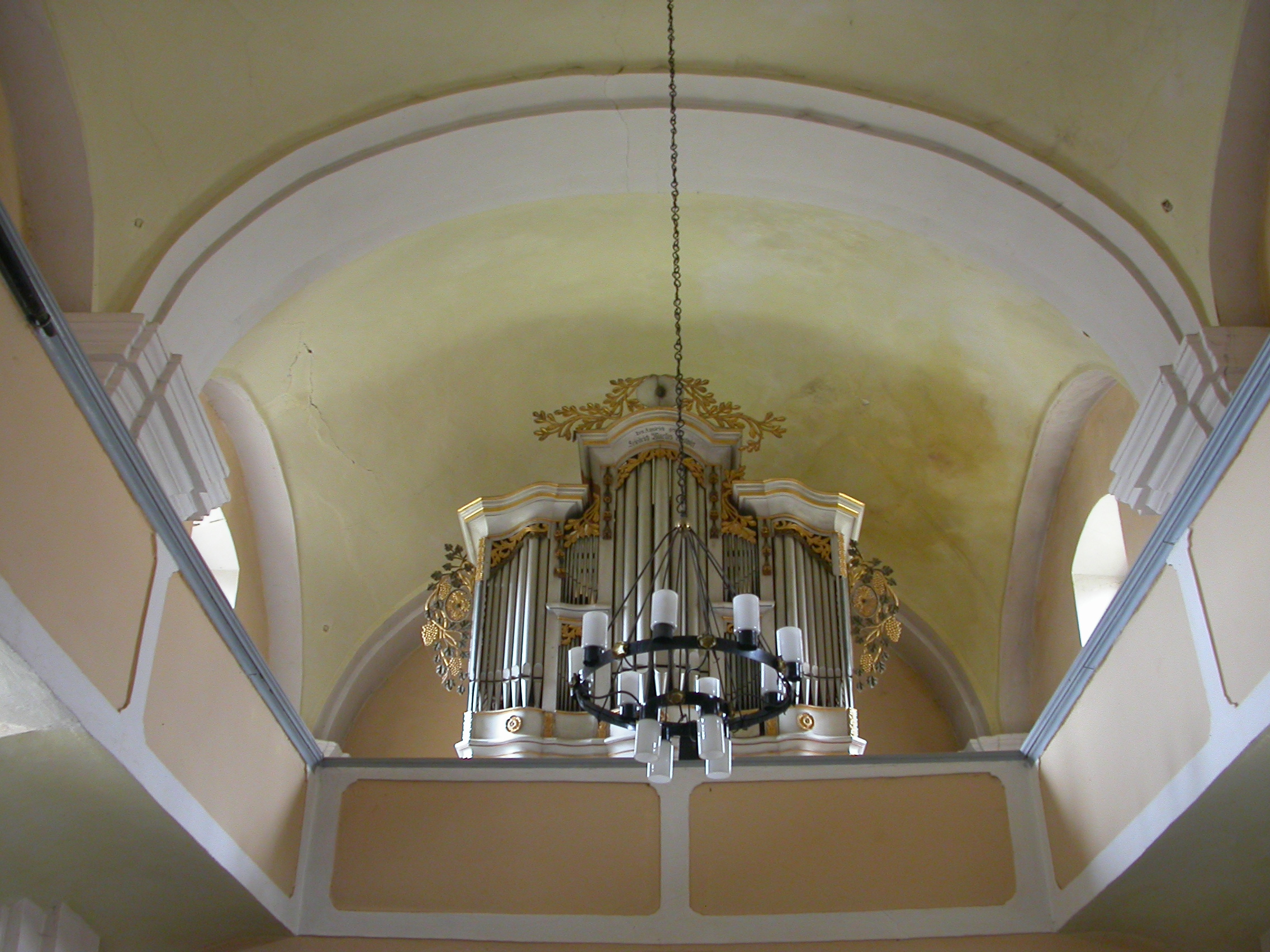
Orga

Biserica evanghelică fortificată din Șeica Mare, județul Sibiu, a fost ridicată, într-o primă etapă, la începutul secolului al XIV-lea. Figurează pe lista monumentelor istorice 2010, cod LMI SB-II-m-B-12557.

## Localitatea
Șeica Mare, mai demult Șelca Mare, Seica-Mare (în dialectul săsesc Marktšielken, Martšelkn, în germană Marktschelken, Großschelken, Grossschelken, în maghiară Nagyselyk, Selyk, în latină Selk maior), este satul de reședință al comunei cu același nume din județul Sibiu, Transilvania, România. Prima mențiune documentară a localității datează din anul 1309. Localitatea a dat numele scaunului Șeica și a obținut, în anul 1412, dreptul de a organiza târguri anuale.

## Biserica
În jurul anului 1300 a fost construită o bazilică gotică timpurie, cu hramul Sfântul Martin. De la aceasta se mai păstrează arcul de triumf, bolta în cruce din cor și ferestrele registrului superior. La începutul secolului al XVI-lea bazilica a fost transformată: colateralele au fost dărâmate, iar nava principală a primit o boltă semicilindrică cu penetrații, decorată cu nervuri, sprijinită pe pilaștri. Peste cor a fost ridicat un nivel fortificat cu guri de tragere și guri de păcură. Altarul baroc este datat 1776, iar orga 1839.
Cetatea bisericească avea forma unui patrulater neregulat; din ea nu s-a mai păstrat nimic: zidul de incintă a fost demolat în anul 1906, în locul lui ridicându-se, în 1908, o împrejmuire din fier forjat.

## Galerie de imagini

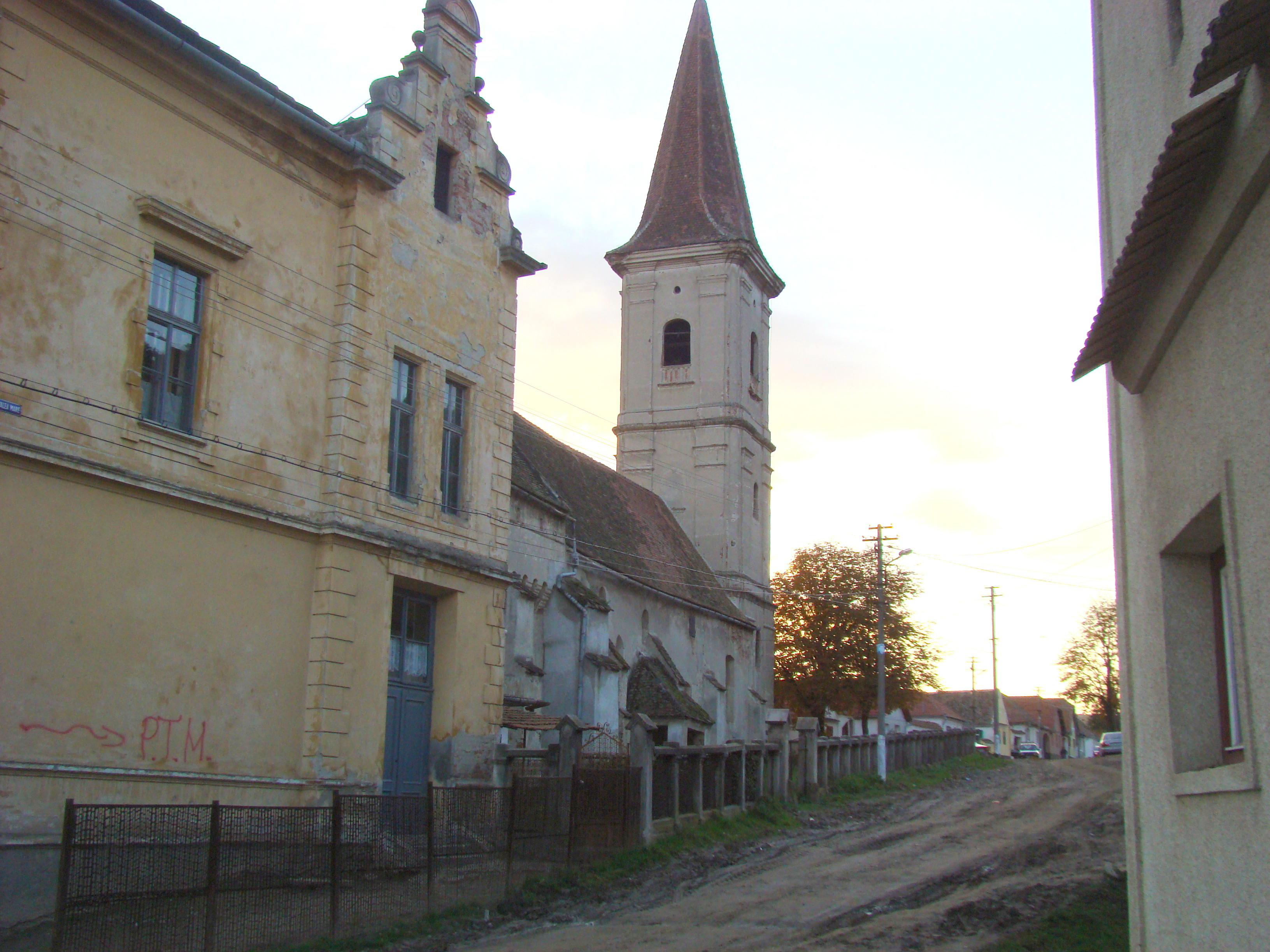
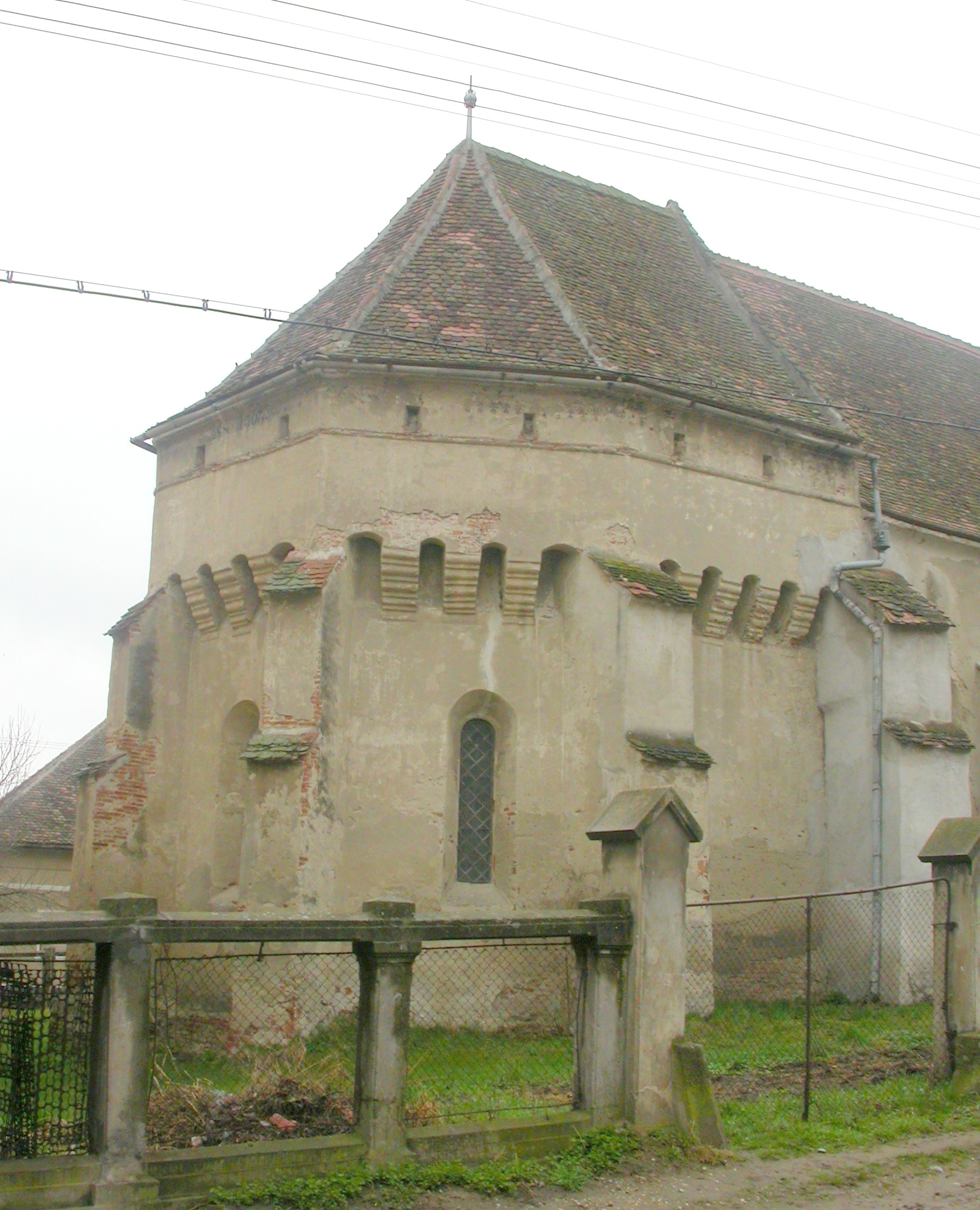
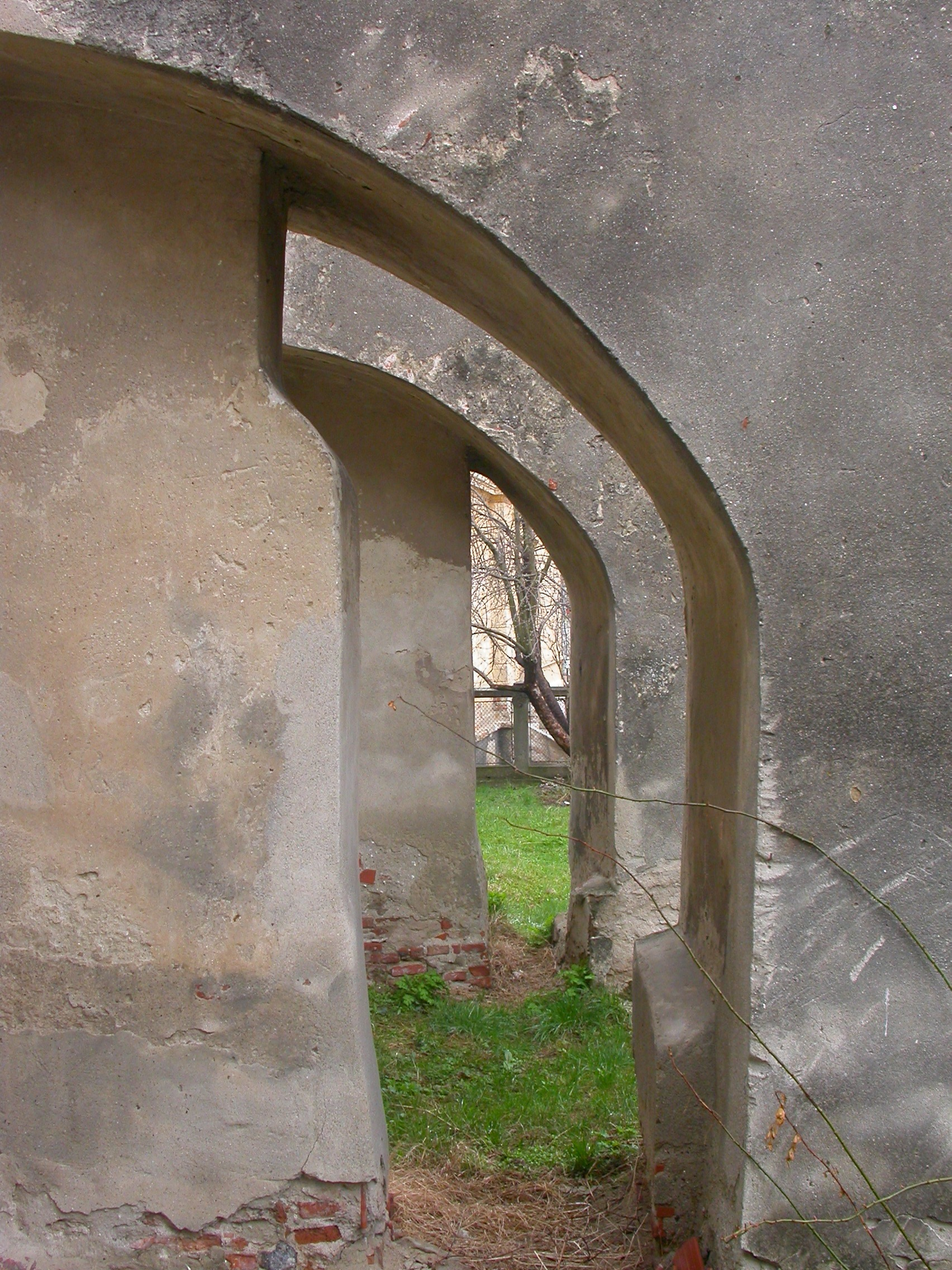
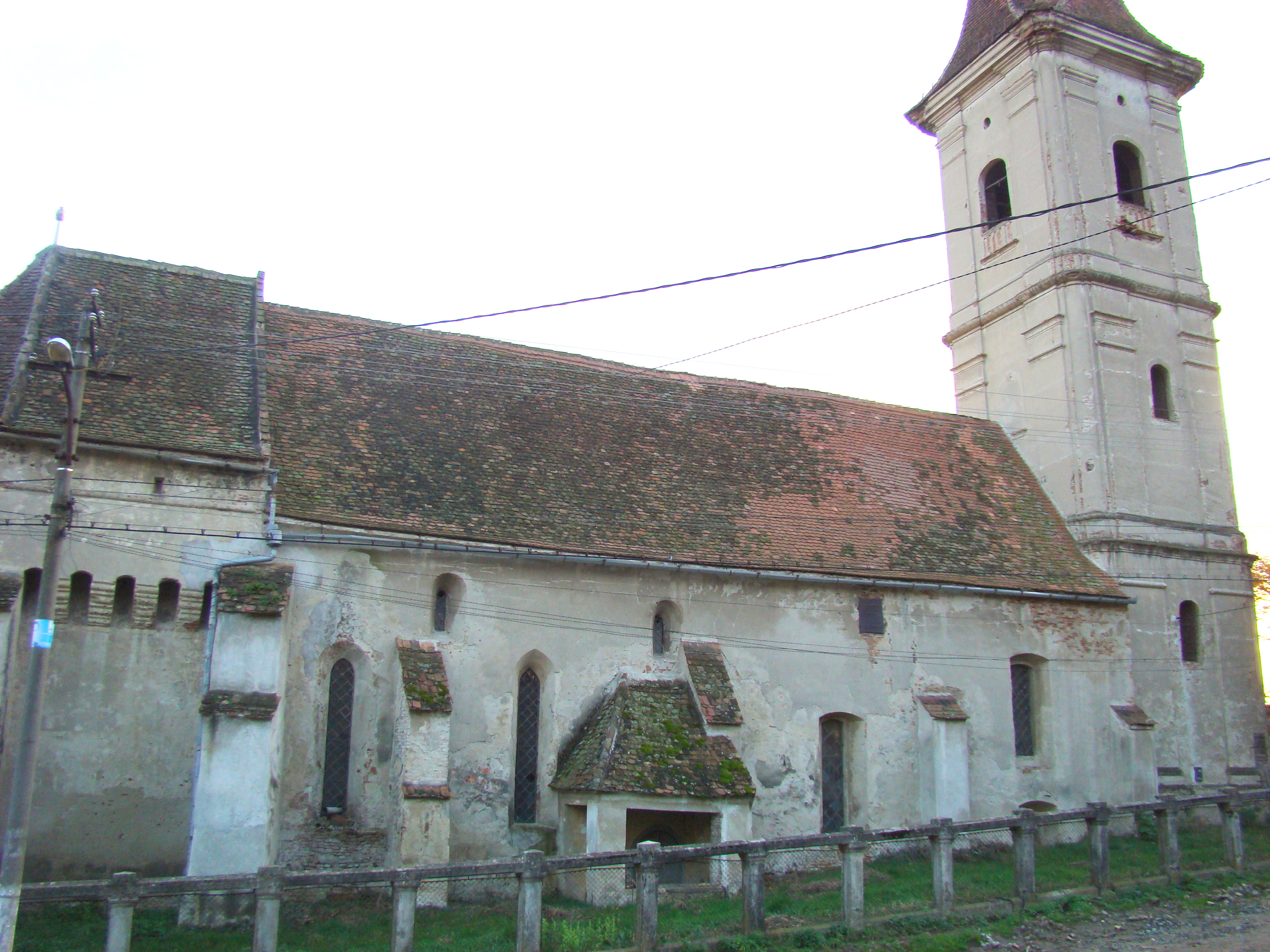